# 新世紀福爾摩斯：地獄新娘
〈地獄新娘〉是英國電視節目《新世紀福爾摩斯》的特輯。在2014年第三季與2017年第四季之間，該劇於2016年1月1日在英國廣播公司第一台、美國公共電視和第一频道上播出。2016年1月2日在香港以《新福爾摩斯》片名上映，1月4日在中國大陸以《神探夏洛克：可惡的新娘》片名上映，在1月7日以《新世紀福爾摩斯：地獄新娘》片名於臺灣電影院上映，台灣OTT則於MyVideo上架。特輯中節目角色在柯南·道爾的原創故事中的維多利亞時代倫敦為背景演出平行宇宙不同時間線。標題取自《墨氏家族的成人禮》（1893）中福爾摩斯提到的一個案例引用“內翻足的里科萊蒂和他可惡的妻子（Ricoletti of the club foot and his abominable wife）”。故事還取用了其他福爾摩斯原著故事的元素，如《五枚橘籽》（1891）和《最後一案》（1893）。
該集獲得了黃金時段艾美獎的最佳電視電影獎，這是節目系列首度得此獎項。

## 劇情
本集情节交纏著维多利亚时代和现代的英格兰。一開始在19世纪末，英國陸軍軍醫華生上尉已经因傷从军中退役并搬到倫敦。一个倫敦醫學院的同学介绍夏洛克·福爾摩斯给華生，華生接受了福爾摩斯邀请，分租他在贝克街新租的公寓。回到前三季華生參與福爾摩斯的调查之模式。
雷斯垂德探長向福爾摩斯和華生提出一個案子：一位患了肺癆的新娘艾米莉亞·里科萊蒂（Emelia Ricoletti）在結婚週年，在陽台上向街上的路人開槍之後當眾自殺身亡。屍體送到停屍房。令人費解的是那天晚上，艾米莉亞當著街頭警察的面開槍打死了她先生里科萊蒂，然後消失在霧中。 福爾摩斯接手此案。在停屍間，胡珀博士告訴福爾摩斯，開槍自殺的女人、開槍謀殺先生的女人和停屍房的屍體都被確認為 艾米莉亞。往後又發生數起死新娘謀殺男人的案件，福爾摩斯推斷這些都是模仿犯罪。
幾個月後，邁克羅夫特向福爾摩斯轉介了卡邁克爾夫人的案子：她的丈夫 尤斯塔斯·卡邁克爾爵士收到了一個裝五枚橘籽的信封作為死亡威脅。晚上福爾摩斯和華生在門窗鎖定的爵士宅邸外看守。一個幽靈般的新娘在他們面前出現又消失，兩人聽到玻璃破碎的聲音，緊接著分別傳來尤斯塔斯爵士和卡邁克爾夫人的尖叫聲。他們破窗而入發現尤斯塔斯爵士已死，似乎是艾米莉亞刺死爵士然後從破窗逃走。雷斯垂德探長到達並注意到匕首上附有一張紙條，紙條上寫著“想我嗎？”，這是第三季〈最後誓言〉結尾，莫里亞蒂的用語。福爾摩斯堅持案件的真相非常單純，即使是雷斯垂德也能解決它，於是他開始沉思。莫里亞蒂出現並侮辱福爾摩斯解不開艾米莉亞似乎是自殺後複活的奧秘，嘲諷福爾摩斯解不開莫里亞蒂類似的明顯死亡後又出現。
場景轉回21世紀，時間線顯示，莫里亞蒂出現在全國廣播之後，邁克羅夫特召回福爾摩斯，實際上飛機起飛幾分鐘就返回了起飛機場，前述的19世紀艾米莉亞事件，實際上發生在夏洛克吸毒後的心靈宮殿中。邁克羅夫特、華生和瑪麗進入飛機發現從毒品中醒來沮喪的夏洛克雜亂無章不斷地說著未解決的艾米莉亞案。夏洛克說他希望解決艾米莉亞的案件來解釋莫里亞蒂的回歸出現。
場景轉回19世紀，福爾摩斯亦從毒品中醒來，意識到現代的事件是幻覺。福爾摩斯收到華生夫人的電報，說她找到了艾米莉亞的同謀在一個棄用的教堂。在那裡，福爾摩斯和華生發現並打斷了一個秘密婦女權利運動組織的聚會。福爾摩斯解釋案情說，她們用替身屍體來偽造艾米莉亞的死，之後讓她殺死丈夫並塑造復仇鬼新娘的形象。後來在因肺癆快死了的她的要求下被射死。用她的真實屍體調包停屍房替身的屍體，以供確定身份，福爾摩斯和華生在停屍房看到的即真實屍體。從那以後，秘密組織就利用鬼新娘的形象謀殺那些錯待她們的男人。鬼新娘向夏洛克接近，夏洛克提出指控推測卡邁克爾夫人，作為組織的一員，殺死了她的丈夫。然而，當他掀開新娘的面紗時，他發現“新娘”實際上是莫里亞蒂。
夏洛克在現代重新醒來，他堅持要找到艾米莉亞的墳墓，以證明她的替身被埋在棺材下。在挖掘時，他聽到艾米莉亞的屍體反复低語“不要忘記我”。屍體開始攻擊他，讓福爾摩斯意識到他實際上並沒有醒來，然後福爾摩斯“醒來”在過去萊辛巴赫瀑布旁邊的懸崖上。莫里亞蒂出現並告訴福爾摩斯他仍然被困在他的心靈宮殿裡——福爾摩斯意識到墳墓裡的事件只是同一個夢中的另一集。兩人戰鬥，莫里亞蒂佔了上風，但華生出現並用槍制住了莫里亞蒂。華生將莫里亞蒂踢下懸崖，然後問福爾摩斯如何從夢中醒來。福爾摩斯決定從懸崖上摔下來，相信他會活下來。
夏洛克在飛機上醒來。邁克羅夫特請約翰照顧夏洛克不讓他再吸毒。其他人離開飛機後，邁克羅夫特打開筆記本，看得到“紅鬍子”這個詞。夏洛克得出的結論是，和艾米莉亞一樣，莫里亞蒂確實死了，但在他死後安排了其他人來執行計劃。 這一集的結尾是19世紀的福爾摩斯向憤世嫉俗的華生描述了他對飛機和行動電話的想像，然後從19世紀的公寓向外望著21世紀的貝克街。全劇終。

## 拍攝

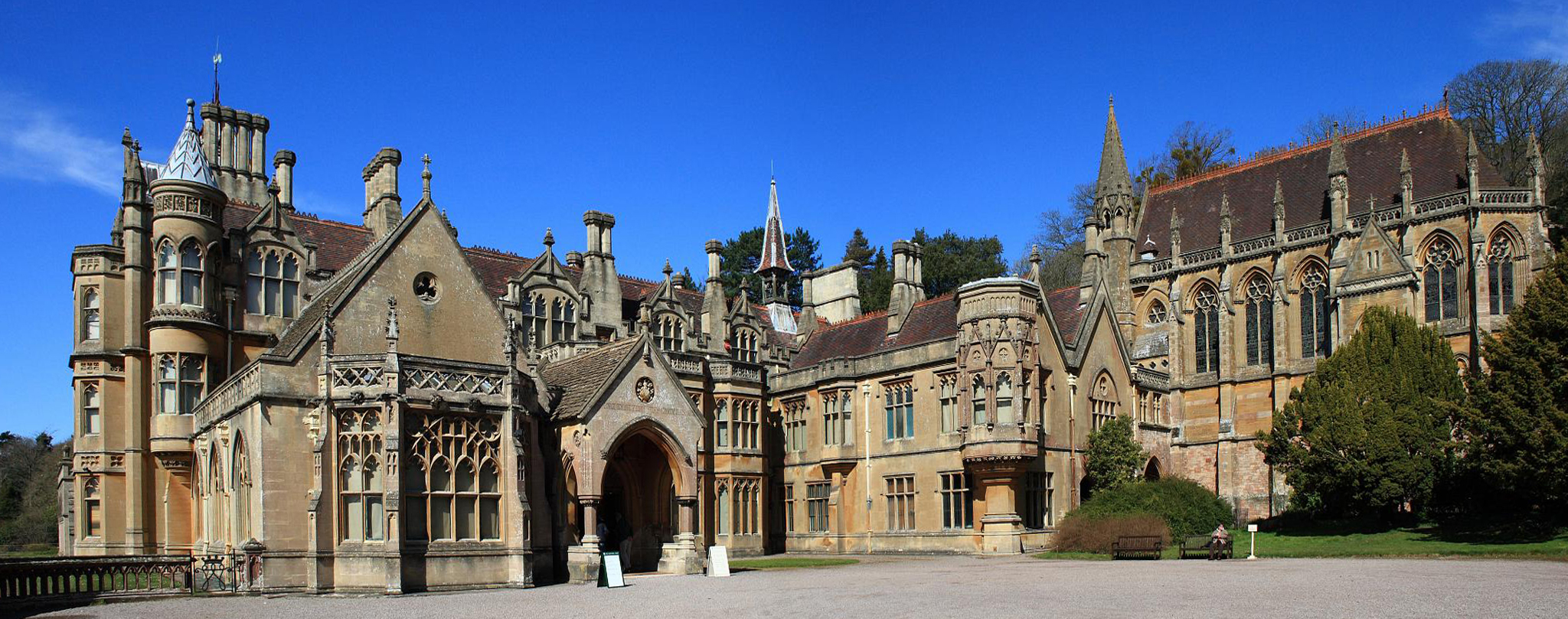
Tyntesfield入口區域的全景

拍攝地點在廷斯菲爾德莊園豪宅，屬於英國國民信託的資產，位於布里斯托附近的Wraxall 。其他場景的拍攝地點在布里斯托的科爾斯頓音樂廳地窖和阿諾斯谷公墓。以及在巴斯拍攝的場景。

這集的最後一幕提出了一個可能的概念，即現代環境中的所有影集情節實際上都只存在19世紀福爾摩斯的記憶宮殿。編劇馬克·加蒂斯說：
通过在最后的场景，我們回到維多利亞時代的倫敦- 維多利亞時代的貝克街- 夏洛克明確地說，“這是我對未來想像的可能版本，”我們真的打開了一個荒謬的契機，那就是整個福爾摩斯劇集可能是毒品引發維多利亞時代的福爾摩斯的胡思亂想。這意味著我們怎麼做都可以。

## 彩蛋典故
- 莫里亞蒂說：“太陽底下沒有新鮮事。所有的事以前都做過了”來自柯南道爾的原著福爾摩斯故事之一《血字的研究》。但也參考了聖經傳道書（Ch1 Vs9）：“已有的事必再有，做過的事必再做；太陽底下並沒有新鮮事。”
- 在第歐根尼俱樂部有位梅拉斯先生求見邁克羅夫特，出自希臘語譯員。
- 福爾摩斯與華生在火車包廂內對談的構圖是致敬插畫家西德尼·佩吉特為《銀斑駒》繪製的經典插圖。

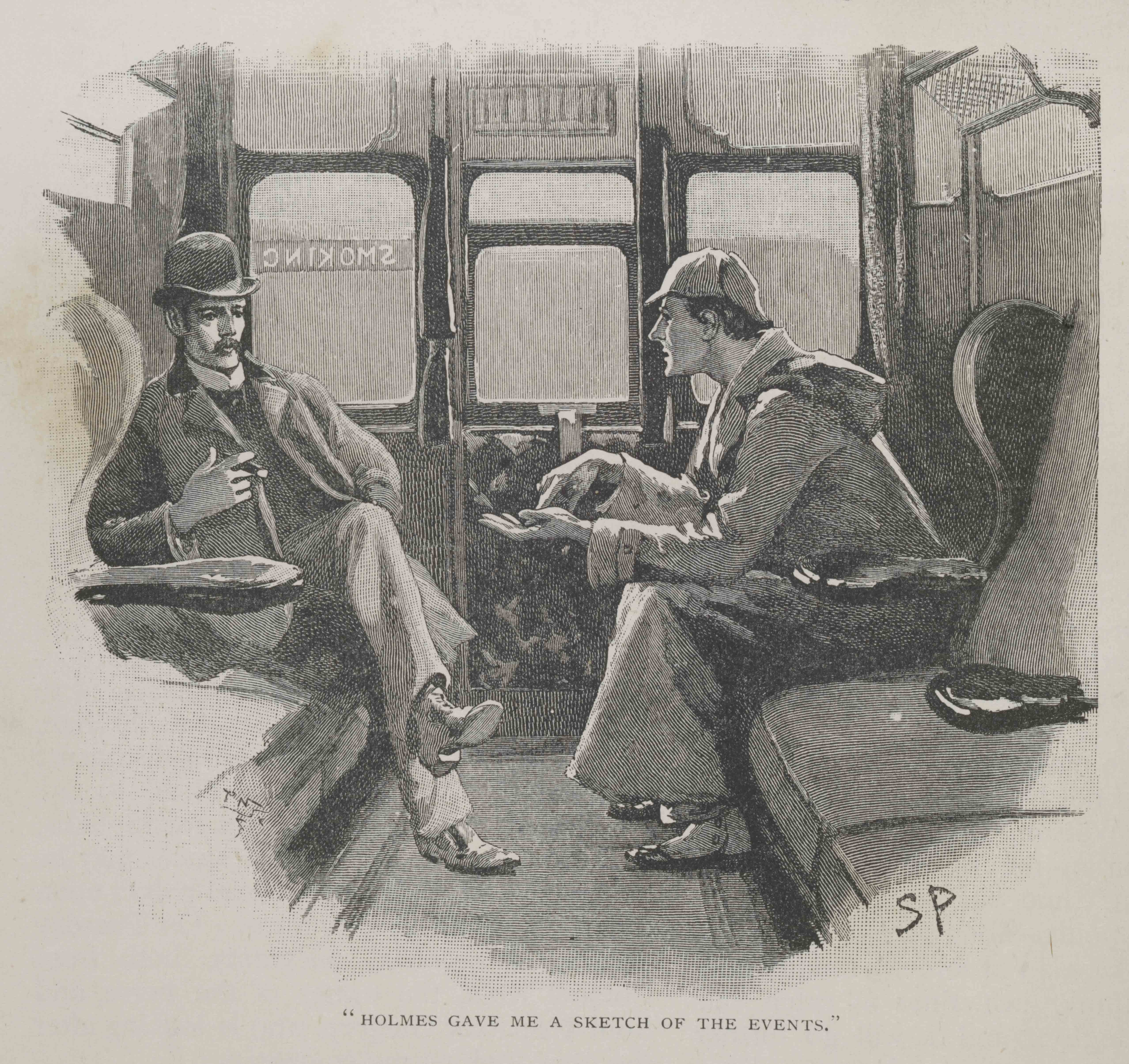
福爾摩斯和華生醫生。《銀斑駒》 發表於 1892 年 The Strand 雜誌

- 街上賣報者手裡拿著《海濱雜誌》柯南·道爾60個福爾摩斯故事中除了《血字的研究》和《四簽名》有58個發表在這本雜誌上。。華生還停下來詢問《藍寶石案》銷量如何。現實中，《藍寶石案》發表的時間為1892年1月，而非本片故事所設定的1895年。
- 貝克街的俯拍鏡頭翻版自1984年格蘭納達電視台拍攝的電視劇《福爾摩斯歷險記》片頭。連配樂都只是將派屈克·高爾斯創作的主題曲「221B Baker Street」變調演奏。
- 哈德森太太出門迎接福爾摩斯時說：「我真希望你回家之前能跟我打聲招呼」。福爾摩斯的回應是：「連我自己也說不準」。進屋之後，哈德森太太抱怨福爾摩斯把房子搞得沉悶昏暗，對此華生說：「要怪就怪插畫家」。這兩段對話均翻版自1970年比利·懷爾德導演的電影《福爾摩斯的私生活（英语：The Private Life of Sherlock Holmes）》
- 華生訓斥了女僕，說她清理在靴子時差點毀了靴子。在《波西米亞醜聞》中，華生回到貝克街，福爾摩斯對他進行了一番推理，其中提到他有一位粗心的女僕，理由是「在左腳那隻鞋的里側，也就是爐火剛好照到的地方，有六道幾乎平行的裂痕。很明顯，這些裂痕是有人為了去掉沾在上面的污漬，粗心大意地順著鞋跟刮泥時造成的...你的皮靴上出現的特別難看的裂痕是倫敦年輕而沒有經驗的女僕造成的。」
- 福爾摩斯通過腳步聲推測出雷斯垂德在門外，並說他的腳步聲「比瓊斯輕，比葛萊森重」。瓊斯（Athelney Jones）和葛萊森（Tobias Gregson）均為原著中的蘇格蘭場警探，前者在《四簽名》中登場，後者在《血字的研究》、《四簽名》、《希臘譯員》、《威斯特里亞寓所》和《紅圈會》五個案子中登場。*
- 華生糾正福爾摩斯後，福爾摩斯說：「我的包斯威爾學得不錯，進步真快」。詹姆斯·包斯威爾因為好友英國作家約翰生作傳而著名。《波希米亞醜聞》里福爾摩斯曾將華生比作包斯威爾：「醫生，你就待在這裡。要是沒有我自己的包斯威爾，我將不知所措。」
- 華生夫人收到了一封神秘的信件，哈德森太太問她：「是什麼朋友」，她回答：「英格蘭」。通過後面的情節我們得知，這個寄信人是邁克羅夫特。在原著《布魯士—巴丁登計劃探案》中，福爾摩斯評價邁克羅夫特時說：「你說他為英國政府工作，這很正確。如果你說他有時候就是英國政府，從某種意義上說，你也是正確的。」
- 「值得注意」（Features of interest）這個短語多次出現在原著故事中，包括《四簽名》、《黃面人》、《駝背人》、《巴斯克維爾的獵犬》和《孤身騎車人》。
- 在停屍房，霍普告訴福爾摩斯，屍體手指上有血跡，牆上有血字，但屍體剛運來時並沒有。在原著《諾伍德的建築師》中，偽造了自己死亡假象的約納斯·奧德克偷偷在牆上新印上了一個帶血的拇指印，想進一步嫁禍於麥克法蘭。結果弄巧成拙，反而被福爾摩斯識破，暴露了自己。另外牆上的血字可能也順便致敬了《血字的研究》。
- 華生在家中收到福爾摩斯的電報，上面寫著：「如方便請速來，如不方便也請速來」。這句經典的電報出自《匍行者探案》。
- 在去第歐根尼俱樂部前，福爾摩斯與華生在討論黃赤交角問題。出自原著《希臘譯員》。但在《血字的研究》中，華生發現福爾摩斯全然不懂哥白尼學說以及太陽系的構成。於是在「福爾摩斯的學識範圍」中寫下：「天文學知識——無」。
- 扮演第歐根尼俱樂部看門人懷爾德的演員巴洛（Tim Barlow）曾在1984年電視劇《福爾摩斯歷險記》的《住院的病人》（The Resident Patient）一集中扮演偽裝成俄國貴族的罪犯。在本片中他通過手語與福爾摩斯進行交流，因為第歐根尼俱樂部不允許交談。在現實生活中，蒂姆·巴洛曾因一場事故喪失了大部分聽力。
- 在第歐根尼俱樂部，增肥版邁克羅夫特貼近於原著的描述：「他的身體極為肥胖」、「海豹一樣又寬又大的手」。邁克羅夫特還說：「研究人類，這是最好的地方」，並與福爾摩斯談起了「莊園主住宅案」，這些內容都出自原著《希臘譯員》。
- 邁克羅夫特提到了「無形的敵人」，華生在猜了數次後提到「婦女參政論者」。歷史上，柯南·道爾本人是反對婦女參政的。道爾在福爾摩斯故事裡也暗示過婦女參政論者的激進行為，並將其歸罪於德國間諜的挑撥。
- 福爾摩斯在思考時有把指尖合攏的習慣。出自原著《赤環黨探案》、《銅山毛櫸案》等故事中的描述。
- 「遊戲開始了！」（The game is afoot）是福爾摩斯影視中常被引用的一句，出自《葛蘭奇莊園》。但這句話並不是柯南·道爾原創。莎士比亞在《亨利四世》和《亨利五世》中都用過。在以往的《神探夏洛克》劇集中，福爾摩斯都是說「The game is on」
- 夜間福爾摩斯與華生在尤斯塔斯爵士的莊園看守。原著中有好幾起案件都是如此夜間守候。如《花斑帶探案》和《巴斯克維爾的獵犬》。這期間華生與福爾摩斯談起女性，如「華生，女性屬於你的研究範圍」出自《第二血跡探案》。又如「鏡片上的裂紋」出自《波西米亞醜聞》。華生看到福爾摩斯隨身帶著的懷表里有艾琳·艾德勒的照片。在《波西米亞醜聞》中，福爾摩斯表鏈上拴的是艾琳送給他的金幣，他另外還得到了一張艾琳的照片，本片把兩者結合在了一起。
- 華生問福爾摩斯過去有沒有女人，翻版自電影《福爾摩斯的私生活》。
- 「鬼魂」現身後，福爾摩斯像個老手一樣，非常利索地打破玻璃鑽了進去。他曾在《退休顏料商探案》中說：「如果改變職業的話，我會選擇夜盜這一行，而且肯定能成為專業的能手。」原著中他為了破案至少三次闖入他人住宅。
- 尤斯塔斯爵士遇害後，福爾摩斯和華生的對話有一段 「排除不可能，剩下的就是真相」的名言。這句話在《四簽名》和《蒼白的士兵探案》中都出現過，但略有不同。
- 莫里亞蒂拜訪福爾摩斯時說「擺弄睡衣口袋裡已經上膛的手槍，是一個危險的習慣」，出自《最後一案》。
- 華生問倒在地上的福爾摩斯：「今天是什麼，嗎啡還是古柯鹼？」，這句話出自《四簽名》。
- 福爾摩斯與華生準備動身去教堂時，華生搶走了他手裡的禮帽，讓他戴上獵鹿帽。福爾摩斯問：「為什麼？」華生說：「因為你是福爾摩斯」。獵鹿帽並非柯南·道爾的本意，他只在原著中寫過「一頂緊緊箍著頭的便帽」（《博斯科姆比溪谷秘案》）和「戴著一頂帶護耳的旅行帽」（《銀斑駒》）。插圖家西德尼·佩吉特按照自己的理解畫成了獵鹿帽，並成為日後流行文化中福爾摩斯標誌性的穿著之一。出門前，我們可以看到門上有個「巴斯克維爾的獵犬」的剪影，這是1902年喬治·紐恩斯公司出版的《巴斯克維爾的獵犬》封面。在影院版的花絮中，編劇莫法特還詳細介紹了門上的圖案，門上的「五個圓形」、「鑽石」和「蛇」分别致敬了《五枚橘籽》、《綠玉冠探案》和《花斑帶探案》。
- 教堂中人們身著的服飾效仿自《五枚橘籽》中3K黨的裝束。
- 福爾摩斯敲鑼打斷了教堂的集會，說自己看到鑼就忍不住要敲，總忍不住要做些戲劇性的事。這句話來自《海軍協約》里的「我總是忍不住想把事情做得帶點戲劇性」。
- 福爾摩斯挖開了艾米麗亞·瑞克萊蒂的墳墓，試圖在棺材底下找到另一具用來替換的屍體。這段來自《法蘭西斯·卡法克小姐的失蹤》，那個故事中罪犯用了一個更深的棺材，並將受害者放置在一具屍體之下，以此來逃過福爾摩斯的檢查。
- 「這很簡單，我親愛的華生」（Elementary, my dear Watson）原著里從來沒有上下句連著出現過。
- 邁克羅夫特的筆記本上寫著「紅鬍子」（Red Beard）、「威爾奈」（Vernet）和一個日期，「紅鬍子」對應第三季第三集《最後的誓言》中福爾摩斯小時候養的狗，也是馬格努森知道福爾摩斯弱點之一。「威爾奈」是法國畫家，在原著《希臘譯員》中，福爾摩斯告訴華生自己祖母是威爾奈的妹妹，所以他們兩兄弟會說法語也很正常。本子上寫的日期「6/1/74」，按英國習慣是指1974年1月6日，是福爾摩斯的生日。在《空屋》和《紅圈會》中，福爾摩斯兩次引用了莎士比亞的《第十二夜》，這是唯一一部被他引用過兩次的莎士比亞作品。因此他的生日被認為是聖誕之後的「第十二夜」，即1月6日。
- 福爾摩斯關於「邏輯學家能從一滴水推測出它來自大西洋還是尼亞加拉瀑布」的論斷，出自他在《血字的研究》中發表的文章《生活寶鑑》。
- 本片設定的年份是1895年，在《黑彼得》的開頭，華生說過：「我從沒見過我的朋友像1895年那樣身體健康，精力充沛」。斯塔瑞特（Vincent Starrett）寫過一首膾炙人口的詩《221B》，最後一句是「而在這裡，即使世界爆炸，這兩個人依然存活，在那永遠的一八九五」。華生博客的訪問量被鎖定在1895次，也是基於這個典故。 [1]

時代錯置
- 里科萊蒂被艾米莉亞開槍之前走出了門口招牌有漢字「馬蹄內翻足」的房屋。漢字是簡體字，這在1890年代的倫敦是不可能出現的，因為簡體字是在1950年代的中國才問世。[2]

## 播出
〈地獄新娘〉收视率很高，首播當天在英国BBC One有超過840萬觀眾；7 天後的最終官方綜合收視率為 1160 萬觀眾，成為英國當週收視率最高的節目。
該集晚上9點在 BBC One、PBS 和 OTE Cinema 4 HD首播播出。以及同時在英國 100 家電影院上映。
在電影院上映特別加長版中包含額外20分鐘影像，包括執行製片人莫法特進行貝克街 221B 號場景的導覽以及班奈狄克·康柏拜區和馬丁·費里曼的幕後花絮。
它在中國電影院的總票房為 16131.5 萬人民幣（2千4百萬美元），中國、韓國、日本依序是其票房收入最大的地區。台灣票房收入1百50萬美元。總國際電影票房為3千9百萬美元。
在藍光光碟和DVD雙碟特別版的版本，超過一小時的花絮包括《夏洛克的研究》（29:54），加蒂斯和莫法特和演員討論了是什麼讓這部劇和這些人物如此出色。一個典型拍攝日的製作日記（5:06）。一篇“作家訪談”（3:50）的短片，加蒂斯和莫法特揭示為什麼他們認為福爾摩斯的原著故事如此出色。由 8 部分組成的“創造外觀”紀錄片（總共 30:34 – 包括阿富汗、粉碎窗戶、迷宮、食物道具、地點、維多利亞時代的倫敦、服裝和頓悟）。 最後，該節目的創作者和演員回答粉絲的問題，名為 Sherlockology Q&A (20:23)。

## 外部連結
- 在BBC one 上 The Abominable Bride （页面存档备份，存于）的資料（英文）
- 網路電影資料庫上 "The Abominable Bride" 的資料（英文）
- Adventures of Sherlok Homes—Music by Patrick Gowers 在 Youtube 上  （页面存档备份，存于）的資料